# Караджанлы
Караджанлы (азерб. Qaraçanlı) — село в Кельбаджарском районе Азербайджана.

## История
По материалам издания «Административное деление АССР», подготовленных в 1933 году Управлением народно-хозяйственного учёта АССР (АзНХУ), по состоянию на 1 января 1933 года в селе Караджанлы входившем в Зульфюгарлинский сельсовет Кельбаджарского района Азербайджанской ССР проживало 150 человек (28 хозяйств, 80 мужчин и 70 женщин). Национальный состав всего Зюльфугарлинского сельсовета, включавшего также сёла Абдулла-ушагы, Агятак, Чорман, Фаталылар, Мозкент, Кара-Гюней, Кошналлар, Зульфюгарлы, на 99,3% состоял из тюрков (азербайджанцев).
В результате Первой карабахской войны в 1993 году село перешло под контроль непризнанной Нагорно-Карабахской Республики, и согласно её административно-территориальному делению, располагалось в Шаумяновском районе НКР.